# East Nanjing Road
East Nanjing Road (南京东路) is een station van de metro van Shanghai, gelegen in het district Huangpu. Het station is onderdeel van lijn 2 (20 september 1999) en lijn 10 (10 april 2010). East Nanjing Road ligt midden in de belangrijkste winkelstraat van Shanghai, Nanjing Road. Deze straat is grotendeels wandelgebied en bevat vele winkelcentra, eetgelegenheden en kleine winkeltjes. De straat eindigt in het oosten bij de Bund.
Tot 2006 droeg het station de naam Middle Henan Road.